# CCAT (망원경)
CCAT(Cerro Chajnantor Atacama Telescope)는 6m의 주경을 가지고 있는 전파망원경이자 서브밀리미터 망원경이다. 전파로 은하, 성운, 성단 등을 관측하는 것이 목적이다.

## 역사
서브밀리미터를 관측하는 망원경의 성능이 다른 적외선, 가시광선 등의 최신 망원경에 비해 떨어진다는 의견이 나와 이 망원경의 설계를 대학교들이 검토하였다. 2014년, 먼저 건설 부지를 칠레 정부에게 허락 받았다. 이후 아타카마 대형 밀리미터 집합체의 단점과 한계를 극복하는 후속작으로 채택되어 이 망원경을 2015년부터 이 망원경을 제작하게 되었다. 하지만 너무 새로운 기술을 채택하면 연구 비용이 천문학적으로 들어간다는 것을 감안해서 일부 기술은 전에 개발한 것을 사용하고 있다. 2018년 기준으로, 거의 완성되고 있다.

## 같이 보기
- 마사 P. 헤인즈